# Палтібаал
Палтібаал (д/н — бл. 362 до н. е.) — цар Бібла в 400—362 роках до н. е.

## Життєпис
Відомий із монет Бібла, де згадується як Елпаал і Елпаол, що на думку сучасних істориків є скороченою формою західносемітського імені Палтібаал.
Ймовірно, він отримав владу після царя Єхавмілку II. що сталося десь у 410-х роках до н. е. Близько 400 року до н. е. Палтібаал міцно закріпився у владі. Можливо, був родичем останнього, оскільки на виготовлених при ньому монетах зображувалися ті ж символи, що і на монетах Єхавмілку. Відмінністю монет Палтібаала є зображення на реверсі грифона на барані.
Разом з тим відомий як чоловік Батноам. На її саркофазі вказачно, що вона була дружиною верховного жерця фінікійської богині Баалат-Гебал і матір'ю біблского царя Азібаала. Більшість вчених вважають, що жили «цар» і «жрець» на ім'я Палтібаала одна особа. Можливо він спочатку був жерцем, потім оженився на Батноам, доньці або іншій родички Єхавмілку II, завдяки чому отримав трон. 
На виготовлених в панування Палтібаала монетах вперше почали вибивати легенду «цар Бібла». Помер близько 362 року до н. е. Йому спадкував син Азібаал.